# Leonardo Duque
Leonardo Fabio Duque (ur. 10 kwietnia 1980 w Cali) – francuski kolarz szosowy i torowy pochodzenia kolumbijskiego, zawodnik grupy Delko-Marseille Provence KTM.

## Najważniejsze osiągnięcia

### tor
- 2003
  -  1. miejsce w mistrzostwach Kolumbii (wyścig punktowy)
  -  1. miejsce w mistrzostwach Kolumbii (madison)
  -  1. miejsce w mistrzostwach Kolumbii (scratch)

### szosa
- 2003
  - 1. miejsce na 6. i 11. etapie Vuelta a Guatemala
- 2004
  - 1. miejsce GP de la Ville de Pérenchies
  - 1. miejsce na 3. etapie Vuelta a Colombia
- 2005
  - 1. miejsce w Druivenkoers
  - 1. miejsce na 2. etapie Tour de l’Ain
- 2006
  - 1. miejsce w Tour du Limousin
  - 47. miejsce w Giro d’Italia
    - 4. miejsce na 6 etapie

  - 80. miejsce w Vuelta a España
- 2007
  - 53. miejsce w Vuelta a España
    - 1. miejsce na 16. etapie
    - 3. miejsce na 2. etapie
- 2008
  - 1. miejsce na 4. etapie Tour Méditerranéen
  - 53. miejsce w Tour de France
- 2010
  - 1. miejsce w Cholet-Pays de Loire
  - 2. miejsce w Tour du Finistère
  - 4. miejsce w Grand Prix Ouest France-Plouay
- 2012
  - 3. miejsce w Tour de Picardie
  - 4. miejsce w E3 Harelbeke
- 2013
  - 1. miejsce na 1. etapie Tour de l’Ain
  - 1. miejsce w GP Bruno Beghelli